# Mile Matić
Mile Matić (en cirílico: Миле Матић; 14 de enero de 1956 - agosto de 1994) fue un guardia de prisión y asesino itinerante yugoslavo que asesinó a nueve personas y dejó heridas a otras tres en Derventa el 26 de febrero de 1986. Se determinó que tenía discapacidad mental y fue enviado a un hospital psiquiátrico para tratamiento obligatorio, donde se suicidó en 1994 a la edad de 38 años.

## Vida
Mile Matić nació el 14 de enero de 1956 en Derventa, RS de Bosnia y Herzegovina, Yugoslavia. Su padre era alcohólico. Cuando Mile tenía 3 años, su madre abandonó a la familia. Vivía en Doboj. Su coeficiente intelectual era 162 y era persistente en todo lo que hacía. Trabajó como guardia en la prisión "Novi život" en Zenica, practicó karate y rápidamente obtuvo el cinturón negro. Trabajó como entrenador en la sección de kárate, pero fue despedido porque robó dinero de las cuotas de afiliación. Tenía muchas chicas. Era un fotógrafo aficionado. Fotografió a chicas desnudas y filmó escenas eróticas en las que él era el actor principal, pero también chantajeó a las chicas, amenazándolas con enviar fotografías a los periódicos. Sus conocidos decían que era tranquilo, amable y un poco narcisista. Le encantaban las novelas policíacas, los coches Mercedes y quería chicas jóvenes y hermosas.
En marzo de 1985, Matić conoció a Smiljana Vasiljević. En ese momento, su novio estaba en el ejército. Ella era una estudiante de tercer grado de secundaria. Estuvieron saliendo, pero al final del año escolar ella terminó la relación. Sin embargo, Matić no aceptó. La observaba cada vez más a menudo, la esperó cerca de la escuela y arregló el matrimonio de sus padres con ella. Al darse cuenta de que ni el matrimonio ni el amor con ella funcionarán, amenazó abiertamente a la niña y a sus padres, y luego a su novio. Una vez les dijo a sus amigos: "Ella no vivirá para ver el ocho de marzo".
Matić a menudo se peleaba por el comportamiento del marido de su hermana. Recibió decenas de denuncias sobre amenazas y comportamiento en el trabajo. Pero nadie les prestó atención y no los tomó en serio.
Después de dos meses de tratamiento en el Hospital Psiquiátrico de Zenica, Matić fue puesto en libertad el 16 de enero de 1985. Fue dado de alta como paciente curado con un diagnóstico de esquizofrenia paranoide. Se le prohibió entrar en contacto con cualquier arma y se le recomendó que se presentara mensualmente ante la Comisión de Discapacidad. Una opinión similar expresó unas semanas más tarde un psicólogo del Instituto de Salud Pública de Sarajevo, después de un examen sistemático y periódico de los guardias penitenciarios de Zenica. Robó estos registros y los escondió. Ya entonces pensaba en cómo deshacerse de las personas que "le persiguen y le molestan".

## Tiroteo
La mañana del 26 de febrero de 1986, en Doboj , Matić se encontró con el marido de su hermana en el apartamento de sus padres, en una habitación que siempre mantenía cerrada con llave. Se pelearon y pelearon. Matić golpeó a su cuñado en la cabeza con un hierro, lo envolvió en una sábana y una manta y le disparó cinco veces con una pistola reglamentaria. Luego se subió a un taxi y mató al taxista cerca del túnel de Vranduk, de cuatro tiros en la cabeza, y luego arrojó su cuerpo al río Bosna. Quitó las señales de taxi del coche y se fue a Zenica a trabajar en la prisión. Fue visto en la cafetería con uno de sus compañeros, con quien rara vez hablaba. Acordaron ir a un pueblo cercano a recoger a las niñas. Luego se marcharon y Matić disparó a su colega en la cabeza cerca del pueblo de Jeline. Después de eso, dejó su cuerpo en el auto e hizo autostop hasta Zenica.
Aproximadamente a las 9 de la noche, Matić se cambió de ropa y sacó de la prisión un subfusil M62, una pistola y 300 balas en una bolsa grande. Luego se presentó como funcionario municipal, subió a un taxi y puso una pesada bolsa en el maletero. Pidió al conductor que lo llevara inmediatamente a Vinkovci. Cuando salieron de la ciudad, el conductor empezó a sospechar de la identidad del pasajero. Debido a esto, el conductor intentó informar a la policía sobre su pasajero en la gasolinera. Veinte kilómetros más tarde, en la carretera cerca de Žepče, dos agentes de policía detuvieron un taxi y les pidieron que les mostraran sus documentos. Ambos bajaron del coche y cuando el taxista abrió el maletero, Matić abrió fuego con dos pistolas. Mató a un policía, hirió a otro e hirió al taxista. Matić luego huyó a Žepče y trató de esconderse en un granero. Un policía encontró a Matić y al dueño del granero y los llevó a la comisaría. Frente a la comisaría, Matić sacó una pistola, pero la dejó caer, luego sacó otra y apuntó al policía. Los policías huyeron al interior de la comisaría y dieron la alarma. Matić corrió a la iglesia cercana, se puso un abrigo de guardia de seguridad, dejó su bolso en el granero y huyó a Doboj.
A las diez de la noche Matić llegó a la estación de tren de Doboj. Allí pidió a un taxista que lo llevara al pueblo de Poljice, diciendo que iba a visitar a un amigo. El conductor se llevó a su amigo y se marcharon. En Poljice, Matić no encontró a su amigo y le dijo al conductor que lo llevara a Donje Koprivne, porque allí tenía una novia. Alrededor de las 23 horas, el conductor lo dejó en este pueblo. Desde allí Matić caminó hasta la aldea de Velika Rijeka. Allí llegó a la casa de Smiljana Vasiljević, subió al tejado de la casa, bajó al ático y bajó a la despensa. Atravesó tres dormitorios mientras disparaba y mató a Vasiljević, de 18 años, a su abuelo, a su abuela y a su madre. Su hermano de 19 años logró saltar de la cama y corrió hacia la puerta. Matić le arrancó los dientes con la empuñadura de su pistola, lo golpeó en la cabeza con una técnica de kárate y le disparó en la cabeza de un solo tiro. Estuvo esperando al padre de Vasiljević hasta el amanecer, pero después del trabajo fue a ver a un amigo. Alrededor de las cinco de la mañana, Matić mató al perro de la familia de Vasiljević. Al salir de Velika Rijeka, prendió fuego a la casa, al granero y al garaje.
Después Matić se dirigió al pueblo de Zarječe. Allí fue a una casa y pidió dormir allí, esperando el autobús. Le ofrecieron comida y cama. Mientras tanto, la información sobre los asesinatos llegó a Zarječe. Sus anfitriones supusieron que podía ser un asesino y lo ataron con una cadena de perro. Luego le preguntaron: "¿Sabes lo que estabas haciendo?", y él respondió: "Sé que tenía la intención de continuar".

## Consecuencias
Después de su arresto, a Matić le encontraron una lista de 20 nombres de personas a las que quería matar. Los expertos le diagnosticaron esquizofrenia paranoide. Fue condenado a tratamiento obligatorio. Fue enviado al hospital penitenciario del distrito de Belgrado, donde se ahorcó en agosto de 1994.